# أرض مجوفة

خريطة العالم الداخلي (الأرض المجوفة)

وفقاً لفرضية الأرض المجوفة، فإن كوكب الأرض إما مجوف كلياً أو جزئياً بشكل ملحوظ من الداخل. ولطالما تناقضت هذه الفرضية مع الأدلة الملاحظة بالإضافة إلى المفهوم الحديث لتكون الكواكب. ولقد رفض المجتمع العلمي هذه الفكرة منذ القرن الثامن عشر على الأقل.
ولا يزال مفهوم الأرض المجوفة متداولاً في الفلكلور الشعبي وفي مجالات الخيال العلمي كما أنها تمثل اليوم إحدى سمات العلوم الزائفة ونظرية المؤامرة.
وقد ألفت كتب وبحوث عديدة حول نظرية الأرض المجوفة لا تحصى منها كتاب (خيال الأقطاب) الذي الفه وليم ريد وكتاب (رحلة إلى جوف الأرض)، وكتاب آخر لمؤلفه مارشال بي.
وفي عام 1906 نشر الكاتب ويليام ريد William Reed كتاب «شبح القطبين». وأول من تكلم عن الأرض المجوفة الفلكي البريطاني إدموند هالي مكتشف مذنب هالي، حيث تكلم عن ثلاث طبقات لكوكب الأرض وكان كثير من علماء الفلك قديما يؤمنون بهذه النظرية ومنهم نيوتن، ثم تلاشت هذه النظرية في العصر الحديث وخصوصا بعد الأكتشافات العلمية في القرن العشرين وخصوصا في مجال جيولوجيا الأرض وتبين إنها مجرد نظرية زائفة من خيال علمي خصب.

## الفرضيات
في العصور القديمة، ظهر مفهوم وجود أرض تحت الأرض أو داخل سطح الأرض ضمن القصص الشائعة للديانات الشرقية. وذُكِرَت فكرة وجود عالم تحت الأرض في الاعتقاد البوذي التبتي وعن وجود مدينة قديمة تسمى شامبالا تقع داخل الأرض. ووفقاً لليونانيين القدماء، كانت هناك كهوف تحت سطح الأرض كمداخل تؤدي إلى العالم السفلي، منها الكهوف في لاكونيا.
أما في الأساطير القديمة، هناك أسطورة كهف يسمى «كروتشان»، المعروف أيضا باسم «بوابة أيرلندا إلى الجحيم»، وهو كهف أسطوري وقديم. وفي العصور الوسطى، بينت أسطورة ألمانية قديمة أن بعض الجبال الواقعة بالقرب من أيسناخ الألمانية تحمل بوابة إلى الأرض الداخلية. وتقول أسطورة روسية أن قبيلة سامويدس، وهي قبيلة سيبيرية قديمة، سافرت إلى مدينة في كهف تحت الأرض للعيش داخل الأرض. بينما ذكرت الأساطير الأمريكية الأصلية، أن أسلاف شعب ماندان في العصور القديمة نشأت من أرض تحت الأرض من خلال كهف في الجانب الشمالي من نهر ميزوري. وهناك أيضاً حكاية حول نفق في محمية سان كارلوس في ولاية أريزونا بالقرب من سيدار كريك الذي يقال أنه يؤدي إلى جوف الأرض إلى حيث أرض تسكنها قبيلة غامضة.
وطرح العالم الفلكي إدموند هالي في عام 1692 فكرة الأرض المجوفة التي تتكون من هيكل أجوف على بعد حوالي 800 كم من الطبقات المركزية ونواة متمركزة.
ولقد أيّدَ العديد من العلماء في أمريكا في القرن السابع عشر والقرن الثامن عشر فكرة الأرض المجوفة ووجود شمس أو نواة داخلية، ومنهم العالم «دي كامب» والعالم «ويلي لي»و«جون كليف سيمز» والكاتب «جيرميا رينولدز». وفي عام 1913 كتب مارشال غاردنر كتاباً بعنوان «رحلة إلى جوف الأرض». حيث ذكر بأنه يوجد في القطبين الشمالي والجنوبي مداخل كبيرة إلي جوف الكرة الأرضية، واعتقد بأن القشرة الأرضية تبلغ سماكتها 800 ميل، وكلا الفتحتين (الشمالية والجنوبية) يبلغ قطرهما 1400 ميل. واتبع غاردنر فكرة «أويلر» أن هناك شمس صغيرة توجد داخل الأرض والتي يعتقد بأن قطرها يبلغ حوالي 600 ميل.

### الأرض المقعرة

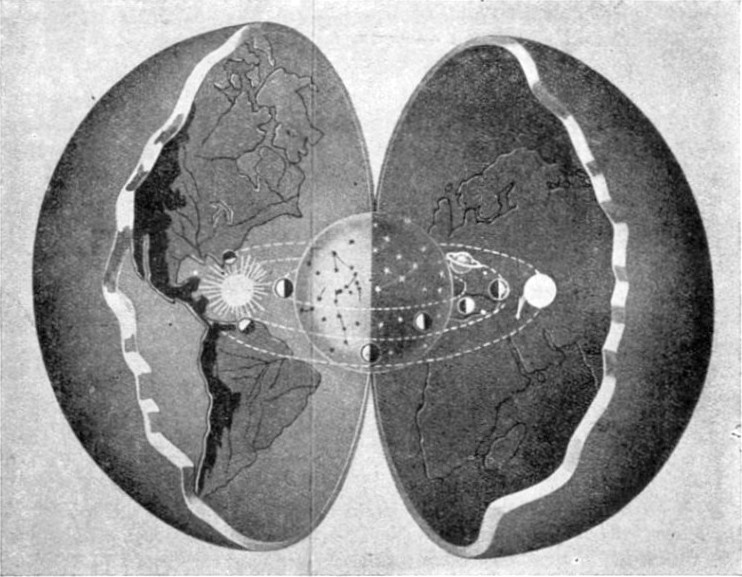
توضيح لفرضية "الأرض المقعرة" تعود للعام 1932م

بدلاً من القول بأن البشر يعيشون على السطح الخارجي لكوكب مجوف أصبح هنالك فرضية «الأرض المقعرة»، فقد ادعى البعض أن البشر يعيشون على السطح الداخلي لعالم كروي مجوف، حتى أن الكون نفسه يقع في داخل هذا العالم، حيث يصبح داخل الأرض «خارجياً» والخارج «داخلياً».
كتب عالم الرياضيات المصري مصطفى عبد القادر العديد من الأبحاث العلمية التي وضعت خريطة مفصلة لنموذج الأرض المقعرة.

## أدلة النقض
- تعتبر الجاذبية الحجة العلمية الأولى التي تدحض فكرة الأرض المجوفة وذلك لأن الكتل الكبيرة تحاول دائماً التماسك فيما بينها بسبب الجذب المادي. والمادة العادية ليست قوية بما فيه الكفاية لدعم الشكل الأجوف كحجم الكواكب مقابل قوة الجاذبية. وبذلك فإن القشرة المجوفة لن تكون قادرة على تحقيق التوازن الهيدروستاتيكي مع الكتلة الخاصة بها وسوف تنهار.
- معلومات الزلازل تعطي تصوراً كافياً عن أشكال الطبقات الأرضية، وخاصة تلك التي تعبر من أحد أطراف الأرض إلى الطرف الآخر، حيث تم التوصل من خلال بنية الأرض إلى أن الموجات الزلزالية تناقض تماماً فرضية الأرض المجوفة. والوقت الذي تستغرقه الموجات الزلزالية للسفر عبر الأرض وحولها يتناقض بشكل مباشر مع المجال المجوف. وتشير الدلائل إلى أن الأرض مليئة بالصخور الصلبة (القشرة والغطاء العلوي) والغطاء السفلي، وسبائك النيكل السائلة (اللب الخارجي)، والنيكل الصلب (اللب الداخلي).[7]
- الأدلة المرئية: تعتبر حفرة بئر SG-3 من أعمق الحفريات التي صنعها الإنسان حتى اليوم، والتي تعتبر أحد مشاريع بئر كولا العميق في الاتحاد السوفيتي سابقا، وهي حفرة بعمق عمودي وصل إلى 12.262متر (12 كيلومترا) في عام 1989، وتوقف المشروع لارتفاع درجة الحرارة بشكل كبير إذ وصل إلى 180 درجة، إضافة إلى توقف التمويل بانتهاء وجود الاتحاد السوفيتي.

## قصص الخيال العلمي
فكرة الأرض الجوفاء شائعة في قصص الخيال العلمي، حيث ألّفَ لودفيغ هولبرغ في 1741 رواية نيكولاي كليملي إيتر تحت الأرض (نيلز كليم، سفر تحت الأرض)، وألّفَ جاكومو كازانوفا في 1788 «إيكوساميرون»، وهي قصة مكونة من 5 مجلدات من 1800 صفحة، تروي قصة أخ وأخت يقعان في حفرة تصل بهم إلى باطن الأرض ويكتشفان عالم تحت الأرض. وفي عام 1864، نشر جول فيرن رواية رحلة إلى مركز الأرض، التي وَصَفَت عالَم ما قبل التاريخ. وكذلك رواية جورج ساند عام 1864 بعنوان «لورا»، وهي رحلة لشخصية تدعى «دان لو كريستال» حيث يمكن العثور على بلورات غير مرئية وعملاقة في المناطق الداخلية من الأرض.
ومن الروايات الرومانسية لـوليام هنري هدسون 1887، (كريستال العصر)، إذ أن بطل الرواية يقع أسفل تلة تؤدي به إلى عالم تحت الأرض، وَتصنف الرواية ضمن قصص الخيال العلمي. على الرغم من أن البطل نفسه، يعتقد أنه قد سافر عبر الزمن إلى ما بعد آلاف السنين. إن فكرة الأرض المجوفة استُخدِمت أيضا من قبل إدغار رايس بوروس، مبتكر شخصية طرزان، في سلسلة «بيلوسيدار» من سبعة أجزاء، منها «جوهر الأرض» أو (Earth's Core) عام 1914، وباستخدام الحفر الميكانيكي، يكتشف أبطاله عالم ما قبل التاريخ (بيلوسيدار) على بعد 500 ميل تحت سطح الأرض، والعالم الداخلي أرضه مضاءة بأشعة الشمس الداخلية. وفي عام 1915 أصدرفلاديمير أوبروشيف رواية «بلوتونيا» تحكي عن مفهوم الأرض المجوفة لتأخذ القارئ إلى مختلف العصور الجيولوجية.
أما في العقود الأخيرة، فقد أصبحت الفكرة عنصراً أساسياً من قصص الخيال العلمي والمغامرات التي تعرض في الأفلام أو في ألعاب الفيديو مثل غيرز أوف وور، وكذلك في العديد من الأعمال المتحركة.

## وصلات خارجية
- ماوراء الطبيعة